# Delia subnigribasis
Delia subnigribasis är en tvåvingeart som beskrevs av Fan och Wang 1982. Delia subnigribasis ingår i släktet Delia och familjen blomsterflugor. Inga underarter finns listade i Catalogue of Life.